# Новиков, Дмитрий Кузьмич
 Дми́трий Кузьми́ч Но́виков (10 августа 1938, Монастырщинский район, Смоленская область — 14 мая 2021, Витебск) — советский и белорусский учёный-медик, аллерголог, иммунолог. Доктор медицинских наук (1974), профессор (1983). Главный редактор журнала «Иммунопатология, аллергология, инфектология».

## Биография
Родился 10(2) августа 1938 г. в д. Большой Рай, Монастырщенского р-на Смоленской области. В 1955 году поступил в Витебский государственный медицинский институт, который окончил с отличием и поступил в аспирантуру на кафедру патанатомии.
В 1966 году защитил диссертацию на соискание ученой степени кандидата медицинских наук на тему «Изменения иммунобиологических свойств перевивных опухолей под влиянием суспензий нормальных чужеродных тканей», а в 1974 г. — диссертацию на соискание ученой степени доктора медицинских наук на тему «Реакции трансплантационного иммунитета in vivo и in vitro в различных иммуногенетических системах».
Работал старшим научным сотрудником Центральной научно-исследовательской лаборатории при Витебском медицинском институте, а с 1983 года — профессором кафедры госпитальной терапии. По его инициативе была открыта кафедра клинической иммунологии и аллергологии ФУВ ВГМУ: Дмитрий Кузьмич назначен её заведующим. Свыше 3000 врачей со всех регионов Советского Союза повышали на ней квалификацию в период до 1991 года. Было начато обучение студентов на курсе клинической иммунологии и аллергологии.
После распада Союза в 1991 году Дмитрий Кузьмич был переведён на должность заведующего кафедрой микробиологии с курсом клинической иммунологии и аллергологии (для студентов). Впервые в Белоруссии им были подготовлены Программы по клинической иммунологии и аллергологии для студентов и для сдачи кандидатских экзаменов, паспорт этой специальности ВАК.
В 2001 году организовал кафедру клинической иммунологии и аллергологии для студентов с курсом повышения квалификации специалистов.
Вместе с супругой Валентиной Ивановной воспитали сына Павла и дочь Надежду. Все члены семьи — также доктора медицинских наук, аллергологи и иммунологи.
Скончался 14 мая 2021 года.

## Научная деятельность
Создатель научного направления «Клиническая иммунопатология и аллергология», в соответствии с которым подготовил научно-педагогическую школу, представители которой работают заведующими кафедр, руководителями учреждений.
Автор 370 публикаций в журналах и научных сборниках, 18 монографий, 14 учебных пособий и учебника «Клиническая иммунология и аллергология» (2019), 20 изобретений и патентов. Опубликовано не менее 450 статей. Под руководством Новикова Д. К. защищены 45 кандидатских и 9 докторских диссертаций.
Дмитрий Кузьмич организовал 1-ю Белорусскую иммунологическую конференцию (Витебск, 1982), был делегатом-учредителем Всесоюзного общества иммунологов (1983), секцию которого организовал в Белоруссии (1982); подготовил проведение в Витебске Всесоюзного симпозиума «Экология и аллергия», 1985; 1-ю Международную конференцию по аллергологии и клинической иммунологии, I съезд в 1998 году в г. Минске Белорусской ассоциации аллергологов и клинических иммунологов; 3 съезда по иммунологии-аллергологии 2002, 2004, 2008 годов; международную конференцию 2019 годов;
Организовал издание и был главном редактором международного научно-практического журнала «Иммунопатология, аллергология, инфектология» (с 1999 года).
Являлся председателем Белорусской ассоциации аллергологов и клинических иммунологов, членом Совета по защитам докторских диссертаций по аллергологии-иммунологии, членом правлений Союза иммунологов и аллергологов стран СНГ, членом Всемирной организации аллергии (WAO), общества «Интерастма», редколлегий журналов «Астма», «Российский иммунологический журнал», «Российский аллергологический журнал».

### Основные труды
- Клиническая иммунология и аллергология : учебник / Д. К. Новиков, П. Д. Новиков, Н. Д. Титова. — Минск: Вышэйшая школа, 2019. — 495 с.
- Анафилаксия. Анафилактический шок. Клиническая картина, диагностика, лечение : пособие для студентов / Д. К. Новиков [и др.] ; МЗ РБ, ВГМУ. — Витебск : ВГМУ, 2018. — 103 с.
- Аллергические болезни : пособие / Д. К. Новиков [и др.] ; МЗ РБ, ВГМУ. — Витебск : ВГМУ, 2012. — 203 с.
- Аллергические реакции на лекарства и медикаменты : пособие / Д. К. Новиков, В. И. Новикова, П. Д. Новиков ; МЗ РБ, ВГМУ. — Витебск : ВГМУ, 2012. — 47 с.
- Медицинская микробиология с практическими навыками, ситуационными задачами, контрольными тестовыми заданиями : учебник / Д. К. Новиков [и др.] ; МЗ РБ, ВГМУ ; под ред. Д. К. Новикова, И. И. Генералова. — 2-е изд. — Витебск : ВГМУ, 2010. — 562 с.
- Handbook of clinical allergology [Electronic resource] : textbook for students of high medical educational establishments / L. R. Vykhrystenka, U. V. Yanchanka ; Vitebsk State Medical University; ed. by D. K. Novikov. — Vitebsk : VSMU, 2008. — 143 p.
- Yanchanka, U. V. Handbook of clinical immunology [Electronic resource] : textbook for students of high medical educational establishments / U. V. Yanchanka, L. R. Vykhrystenka ; Vitebsk State Medical University; ed. by D. K. Novikov. — Vitebsk : VSMU, 2008. — 113 р.
- Диагностика и принципы лечения аллергических заболеваний : учеб. пособие / Д. К. Новиков, П. Д. Новиков, Л. Р. Выхристенко ; МЗ РБ, ВГМУ. — Витебск : ВГМУ, 2008. — 52 с.
- Основы иммунологии : учеб. пособие для студентов мед. вузов / Д. К. Новиков, И. И. Генералов, Н. В. Железняк ; МЗ РБ, ВГМУ. — Витебск : ВГМУ, 2007. — 160 с.
- Иммунокоррекция, иммунопрофилактика, иммунореабилитация : руководство / Д. К. Новиков, П. Д. Новиков, Н. Д. Титова. — Витебск : ВГМУ, 2006. — 198 с.
- Клиническая иммунология : учеб. пособие / Д. К. Новиков, П. Д. Новиков. — Витебск : ВГМУ, 2006. — 392 с.
- Первичные иммунодефицитные болезни : пособие / Д. К. Новиков, В. И. Новикова, В. В. Янченко. — Витебск : ВГМУ, 2006. — 57 с.
- Иммунодефициты и аллергия в риноотоларингологии : учеб. пособие / Д. К. Новиков [и др.] ; МЗ РБ, ВГМУ ; под ред. Д. К. Новикова. — Витебск : ВГМУ, 2003. — 393 с.
- Аллергия на лекарства и медикаменты : учеб. пособие / Д. К. Новиков, В. И. Новикова, П. Д. Новиков ; МЗ РБ, ВГМУ. — Витебск : ВГМУ, 2003. — 79 с.
- Онкология : курс лекций. Т. 2 / Н. Г. Луд [и др.] ; МЗ РБ, ВГМУ ; под ред. Н. Г. Луда. — Витебск : ВГМУ, 2003. — 471 с.
- Медицинская иммунология : учеб. пособие / Д. К. Новиков ; МЗ РБ, ВГМУ. — 3-е изд., перераб. и доп. — Витебск : ВГМУ, 2002. — 234 с.

## Награды, премии
Новиков Д. К. награждён нагрудными знаками СССР, Белоруссии, почётными грамотами университета, Министерства здравоохранения и образования СССР и Белоруссии, грамотой Администрации Президента, медалью Национальной Академии микологии России.